# MKM Stadium
MKM Stadium (tidligere KC Stadium), er et stadionanlæg i Hull, England. Det fungerer først og fremmest som hjemmebane for fodboldklubben Hull City A.F.C. samt rugbyklubben Hull F.C. Derudover anvendes det også til blandt andet koncerter, og Elton John og The Who har blandt andet spillet her.
MKM Stadium blev indviet i 2002 og har plads til 25.586 tilskuere til normale sportsarrangementer.